# Siumut Amerdlok Kunuk
Siumut Amerdlok Kunuk is een omnisportvereniging uit de Groenlandse plaats Sisimiut. De club speelt in de Coca Cola GM, de hoogste voetbalcompetitie van Groenland, maar heeft ook een vrouwenelftal en een handbalteam. 

## Resultaten

### Voetbal
- Coca Cola GM

1974

### Handbal
- Nationale competitie

1992, 1993